# Ptychandra mindanaensis
Ptychandra mindanaensis är en fjärilsart som beskrevs av Hans Fruhstorfer 1911. Ptychandra mindanaensis ingår i släktet Ptychandra och familjen praktfjärilar. Inga underarter finns listade.